# Коломенка (приток Нищенки)
Коломенка (Копань) — река в Москве, левый приток Нищенки, протекает в подземном коллекторе.

## История
Происхождение названия спорное. Есть версия о перенесении названия с реки Коломенки в городе Коломне. Однако отмечается, что такие названия распространены в средней полосе, поэтому источником может быть литовское слово kalmas, обозначающее аир, или финское kalma — могила, а также украинское «коломыя» — ухаб с водой.
Название Копань происходит от глагола «копать», обозначая канаву, яму.

## Описание
Река начиналась как ложбина весеннего стока у бывшей деревни Вязовка, по которой получили название 1-й и 2-й Вязовские проезды. Далее текла южнее Окской улицы, пересекала Волгоградский проспект, затем севернее 11-й улицы Текстильщиков, после чего проходила через пруд Садки, существующий и поныне. Далее река пересекала Люблинскую улицу и Курское направление МЖД, сразу после этого впадая в Нищенку в районе Шоссейной улицы.
Длина реки составляла около 5 км, но постоянное течение имелось на участке не более 3 км. Иногда Коломенку считают главной рекой по отношению к Нищенке, что неверно.